# Aplodactylus lophodon
Aplodactylus lophodon är en fiskart som beskrevs av Günther, 1859. Aplodactylus lophodon ingår i släktet Aplodactylus och familjen Aplodactylidae. Inga underarter finns listade i Catalogue of Life.